# Trận Bataan (1945)
Lỗi Lua trong Mô_đun:Location_map tại dòng 495: Không có giá trị kinh độ.
Trận tái chiếm Bataan diễn ra từ ngày 31 tháng 1 đến 8 tháng 2-1945, giữa lực lượng Hoa Kỳ và quân du kích Philippines chống lại đế quốc Nhật Bản, là một phần trong chiến dịch giải phóng Philippines nhằm mục đích làm chủ mặt tây vịnh Manila từ đó sử dụng hải cảng tại đây mở một con đường tiếp tế cho các binh lính Mỹ trong trận đánh giải phóng Manila diễn ra sau đó.
Việc tái chiếm bán đảo Bataan cũng nhằm mục đích phục hồi danh dự cho Lực lượng Hoa Kỳ ở Viễn Đông trong trận Bataan diễn ra trước đó vào ngày 9 tháng 4-1942 khi lực lượng Nhật đổ bộ lên hòn đảo.

## Bối cảnh
Cuộc hành quân của binh lính Mỹ hướng về Manila diễn ra quá nhanh chóng khiến cho tuyến hậu cần xuất phát từ vịnh Lingayen của họ không thể theo kịp nhịp độ tiến quân. Do đó yêu cầu bức thiết đặt ra là phải mở một con đường tiếp tế mới để đảm bảo cung ứng đầy đủ phương tiện và thiết bị cho quân đội Mỹ.
Trong khi thành công trong trận đánh chiếm Manila có ý nghĩa rất lớn cả về mặt quân sự và tâm lý, thì trận bao vây vịnh Manila mang tính sống còn về mặt hậu cần. Và những hải cảng ở đây vẫn chưa thể được quân Mỹ sử dụng cho tới khi nào bán đảo Bataan và đảo Corregidor ở mặt tây vịnh nằm trong tay Đồng Minh.
Tướng Douglas MacArthur chỉ định Trung tướng Walter Krueger điều khiển Tập đoàn quân số 6 thực hiện nhiệm vụ bao vây Bataan, và sau đó là Corregidor. Đồng thời Quân đoàn XI, vừa mới hoàn thành nhiệm vụ trong chiến dịch Leyte do Thiếu tướng Charles P. Hall chỉ huy, được điều động bổ sung cho Tập đoàn quân 6. Với lực lượng gồm Sư đoàn Bộ binh 38 do Thiếu tướng Henry L.L. Jones và Sư đoàn Bộ binh 34 do Đại tá Aubrey "Red" S. Newman's, Sư đoàn Bộ binh 24, Quân đoàn XI đổ bộ lên bãi biển Zambales cách phía tây bắc Bataan khoảng 25 dặm (40 km) và hành quân nhanh chóng băng qua hòn đảo theo hướng đông về phía căn cứ trên bán đảo Bataan, rồi sau đó tiến về phía Nam loại bỏ hoàn toàn quân Nhật tại Bataan và bờ biển phía đông bán đảo.
Nhưng cơ quan tình báo Hoa Kỳ gặp khó khăn trong việc ước tính chính xác số quân Nhật tại Bataan, họ cho rằng lực lượng đối phương có khoảng độ một sư đoàn đóng trên bán đảo. Trong khi đó, Trung tướng Tomoyuki Yamashita, chỉ huy lực lượng Nhật tại quần đảo Philippines, quyết định rằng việc phòng thủ vịnh Manila cũng như những vùng phụ cận, chỉ do 4.000 lính Nhật thuộc Nhóm Kembu dưới sự chỉ huy của Thiếu tướng Rikichi Tsukada, đóng rải rác tại các căn cứ thuộc Mindoro, Corregidor và Nam Luzon đế chống chọi với quân Mỹ. Đơn vị chính của nhóm là Biệt đội Nagayoshi do Đại tá Nagayoshi Sanonebu chỉ huy.

### Hành quân về bán đảo
Ngày 29 tháng 1-1945, Sư đoàn 38 đổ bộ lên khu vực San Narciso phía Nam tỉnh Zambales, Luzon, mà không vấp phải sự kháng cự nào. Họ nhanh chóng tiến về sân bay San Marcelino nhưng không gặp được những lính du kích Philippines do Đại tá Ramon Magsaysay (sau này ông là tổng thống của Cộng hòa Philippines) chỉ huy đã làm chủ nơi này 3 ngày trước đó. Những cơ sở nằm ở hải cảng Olongapo cũng như đảo Grande nằm ở vịnh Subic được Trung đoàn Chiến thuật 34 chiếm giữ ngày 30 tháng 1 sau một cuộc đổ bộ. Một điều đáng ngạc nhiên hơn nữa khi mà chỉ có duy nhất một lính Mỹ bị chết trong chiến dịch khi người này bị một con trâu hung dữ húc vào bụng. Đến cuối tháng 1, tỉnh Zambales đã được giải phóng.
Trung đoàn 151 Bộ binh thuộc Sư đoàn 34 sau khi làm chủ lối vào vịnh Subic từ hướng nam đã nhận lệnh của Quân đoàn XI đóng quân tại đây. Cùng lúc, Trung đoàn 152 Bộ binh nhận nhiệm vụ tiến qua các vị trí của Sư đoàn 34t hướng về phía đông dọc theo con đường số 7 khúc khuỷu dài khoảng 20 dặm (30 km) đến Dinalupihan trong khi Trung đoàn 149 Bộ binh cũng được lệnh tiến về phía đông dọc theo một con đường xa hơn về phía bắc và song song với Trung đoàn 152 để bắt liên lạc với Quân đoàn XIV rồi tiến về hướng tây nam theo con đường số 7 để hội quân với Trung đoàn 152. Bộ tham mưu của Quân đoàn XI tin rằng con đường số 7 sẽ nằm trong tay quân Đồng Minh trong vòng 1 tuần.

## Diễn biến

### Chiến đấu tại hẻm núi Zig Zag
Nagayoshi quyết định chọn dãy núi Zambales hiểm trở tại căn cứ phía bắc bán đảo Bataan là nơi cố thủ, được lính Mỹ nhắc đến với cái tên hẻm núi Zig Zag. Chính khả năng dồi dào về cả nhu yếu phẩm và đạn dược đã giúp ông có thể chuẩn bị cho một trận đánh dài ngày với lực lượng Đồng Minh. Nhưng lực lượng phòng thủ chính của quân Nhật lại dàn mỏng trên một chiến tuyến trải dài 2000 yard khiến cho họ trở nên dễ bị đánh bại nếu quân Mỹ có thể chọc thủng hàng phòng thủ và bọc hậu phía sau cánh quân. Dù sao thì Nagayoshi cùng Trung đoàn 39 của mình chỉ dự định cầm chân quân Mỹ càng lâu trong mọi khả năng có thể và không hề có một chiến lược chắc chắn nào. Hẻm núi Zig Zag được miêu tả như là tập hợp hỗn độn các mảnh đất với cùng một mức độ hiểm trở và bao phủ rậm rạp bởi rừng mưa nhiệt đới. Con đường chính qua núi có cái tên số 7 uốn lượn khúc khuỷu qua hẻm núi, theo sau là một chiến tuyến phòng thủ chắc chắn đã được quân Nhật chọn là nơi bố trí các công sự phòng thủ. Hệ thực vật ở đây rậm rạp tới mức nếu một người lính bước sai chân 5 yard ra khỏi con đường cao tốc thì anh ta khó có thể nhìn thấy được con đường trước đó. Quân Nhật tại đây đã lợi dụng ưu thế về địa hình để thiết lập các công sự trên các ngọn đồi bao gồm các hố cá nhân dọc theo con đường Zig Zag liên kết với nhau bằng các đường hào và đường hầm ngầm; họ còn sử dụng cả những cây đổ tự nhiên và hố có sẵn để làm nơi ẩn núp. Tất cả được ngụy trang kín đáo dưới những tán lá rừng dày đặc cho thấy sự chuẩn bị kỹ lưỡng và sẵn sàng cho một cuộc chiến kéo dài. Kết quả là một lực lượng nhỏ Nhật đả cầm chân cả một quân đoàn trong khoảng thời gian khá lâu.
Ngày 31 tháng 1-1945, tại phía tây Olongapo, Sư đoàn 38 tiến vào trận địa được bố trí phức tạp tại hẻm núi Zig-Zag khi đang truy tìm các cánh quân Nhật. Nhưng phải đến sáng ngày 1 tháng 1, sau khi tiến được 3 dặm (5 km), Trung đoàn 152 mới đụng độ với một cứ điểm phòng thủ mạnh của quân Nhật tại Horseshoe Bend, chướng ngại đầu tiên ở hẻm núi Zig Zag. Trong hai ngày chiến đấu ác liệt, trung đoàn Mỹ bị tổn thất nặng nề và buộc phải chấm dứt các cuộc hành quân về hướng đông. Địa hình phức tạp, hiểm trở, liên lạc khó khăn trong liên lạc ở rừng mưa, và việc các tiểu đoàn phải di chuyển để xác định vị trí đối phương cùng với sự chống trả quyết liệt từ quân Nhật, tất cả đã khiến cho Trung đoàn 152 không thể thống nhất tất cả các đơn vị của mình và thậm chí là cả xác định vị trí của họ trên chiến trường. Việc khó xác định được chiến tuyến quân Nhật trải dài từ hướng đông bắc sang tây bắc đã góp phần làm phức tạp hơn tình hình. Với sự chỉ huy kém hiệu quả trên, Tướng Jones ra quyết định bãi chức của chỉ huy Trung đoàn 152.
Trung đoàn Chiến thuật 34 nhận nhiệm vụ thay thế Trung đoàn 152 tiếp tục trận chiến. Tuy nhiên, sau 6 ngày chiến đấu ác liệt, cho dù được sự yểm trợ từ các đơn vị pháo binh và máy bay ném bom napalm thuộc Không lực Lục quân, Trung đoàn 34 vẫn chịu tổn thất nặng và bị đẩy lùi khiến cuộc hành quân dậm chân tại chỗ. Tướng Jones sau đó đã phải chỉ huy trực tiếp Trung đoàn 152 quay lại tiếp tục thực hiện cuộc tấn công quân Nhật phía bắc đường số 7, trong khi vào ngày 6 tháng 2, Trung đoàn 151 tham gia chiến đấu nhằm giải tỏa sức ép từ phía quân Nhật lên Trung đoàn 34. Nhưng cả ngày hôm đó, quân Mỹ không tiến thêm được bước nào ngoài tình trạng lộn xộn và mất tinh thần trong quân đội, Tướng Hall buộc phải bãi nhiệm Tướng Jones và thay thế ông bằng Chuẩn tướng William C. Chase.
Vào ngày Tướng Chase nhận nhiệm vụ mới, Trung đoàn 149 Bộ binh đã hoàn thành cuộc hành quân về hướng đông phía bắc đường số 7 và hợp nhất với Quân đoàn XIV. Sau đó họ tiếp tục tiến theo con đường số 7 về hướng Tây để bắt liên lạc với các đơn vị còn lại của Sư đoàn 38. Những binh lính thuộc Trung đoàn 151 và 152 dùng xe ngựa để tiến qua hẻm núi. Bị đánh từ cả hai mặt, dần dần quân Nhật đã phải rút lui và bị áp đảo hoàn toàn vào ngày 8 tháng 2. Ba ngày sau, 11 tháng 2 Trung đoàn 151 được lãnh nhiệm vụ mới ở nơi khác trong khi Trung đoàn 152 tiếp tục cuộc tiến công và đến 14 tháng 2-1945, Trung đoàn 149 và 152 cuối cùng cũng đã gặp nhau.
Sau nhiều chiến dịch càn quét các vị trí kháng cự rải rác còn lại của quân Nhật, hẻm núi Zig Zag đã được làm chủ hoàn toàn bởi Sư đoàn 38. Sau nhiều ngày giằng co kéo dài, Quân đoàn XI đã tiêu diệt khoảng 2.400 trong tổng số 2.800 lính Nhật và bắt được chỉ có 25 tù binh.

### Đổ bộ lên cực nam Bataan
Ngày 15 tháng 2, hai lực lượng đặc nhiệm thuộc Sư đoàn 38 được Quân đoàn XI triển khai cho chiến dịch đổ bộ lên bán đảo Bataan. Đầu tiên, Lực lượng phía Nam chỉ huy bởi Tướng Chase bao gồm Trung đoàn 151 Bộ binh được bổ sung 1 tiểu đoàn từ Trung đoàn 34, Tiểu đoàn Pháo binh Dã chiến 139 và các đơn vị phụ khác. Tiếp theo là Lực lượng phía Đông bao gồm Trung đoàn số 1 Bộ binh trước đó thuộc Sư đoàn 6 Bộ binh được bổ sung cho Sư đoàn 38 để hoàn thành nhiệm vụ. Chuẩn tướng William Spence, chỉ huy Sư đoàn Pháo binh, dẫn đầu lực lượng này.
Ngày 11 tháng 2, Lực lượng phía Nam đã đến ngoài khơi bờ biển phía tây Bataan, nhưng phải đến ngày 15 tháng 2, họ mới tiến lên hải cảng Mariveles lúc 10:00 giờ. Và ngạc nhiên thay họ phát hiện ra các nón sắt quân Mỹ kiểu được sử dụng trong Thế chiến I bị thủng nhiều chỗ và bị bỏ lại từ trận Bataan diễn ra 3 năm trước khi quân Nhật đổ bộ lên đảo, họ còn tìm thấy những xác lính Mỹ trắng bệt không được lính Nhật chôn cất. Từ Mariveles lực lượng này chia làm nhiều nhóm nhỏ tiến về bờ biển phía tây đến Bagac, và một bộ phận tiến về bờ biển phía đông đến Pilar.
Trong khi đó vào ngày 12 tháng 2, Lực lượng phía Đông tiến từ phía nam Dinalupihan đến Pilar. Và họ sớm được bổ sung bởi các đơn vị thuộc Trung đoàn 149 Bộ binh. Tại Pilar họ chia làm hai đạo quân, đạo thứ nhất tiếp tục tiến về phía nam còn đạo thứ hai quay về hướng tây tiến dọc theo đường số 111. Đến ngày 18 tháng 2 hai đạo quân gặp nhau tại một vị trí gần Bagac. Cuộc đụng độ chính cuối cùng xảy ra vào đêm 15 tháng 2, và chiến dịch càn quét bán đảo tiếp tục sau đó khoảng một tuần. Đến ngày 21 tháng 2, lần đầu tiên sau 3 năm Bataan trở về nằm trong tay quân Mỹ và Philippines.

## Kết quả
Tại hẻm núi ZigZag lực lượng quân Nhật bị thiệt hại nặng nề, với hơn 2.400 người bị chết và 75 người bị thương. Trong trận này, Đại tá Nagayoshi trốn thoát cùng với 300 lính của mình và gia nhập vào lực lượng phòng thủ khác xa hơn về phía nam bán đảo cho đến giữa tháng 2. Về phía Sư đoàn 38 mất 270 lính và 420 lính bị thương, trong khi Trung đoàn 34 chịu tổn thất 68 lính và 268 lính bị thương.
Ngoại trừ trận đụng độ giằng co của Sư đoàn 38 tại hẻm núi ZigZag, phần lớn cuộc hành quân diễn ra nhanh chóng và quân Mỹ dễ dàng làm chủ tỉnh Zambales và bán đảo Bataan, cho phép người Mỹ sử dụng hoàn toàn vịnh Manila và cảng nước sâu tại đây cho các chiến dịch khác trên quần đảo Philippines. Thành công trong trận đánh này đã đảm bảo khả năng cung ứng đầy đủ cho lực lượng Mỹ trong chiến dịch chiếm lại Manila.